# RTBF Sat
RTBF Sat était la troisième chaîne de télévision publique belge de la RTBF.
Créée le 26 novembre 2001 et diffusée par satellite à destination de l'Europe, elle a cessé d'émettre le 15 février 2010 à la suite des économies imposées par la communauté française.

## Histoire de la chaîne
Le 26 novembre 2001, RTBF Satellite s'ajoute aux deux premières chaînes de la RTBF.
Le 15 février 2010 à minuit la chaine, devenue entretemps simplement RTBF Sat, cesse d'émettre dans toute l'Europe. En Belgique elle est remplacée par une nouvelle chaine dénommée La Trois.
Dans le contrat de gestion 2013-2017 de la RTBF, il a été mention d'un retour « probable » de la chaîne satellitaire sans que cela soit suivi d'effet.

## Identité visuelle

Logo de RTBF Sat du 26 novembre 2001 au 30 mai 2005.
Logo de RTBF Sat du 30 mai 2005 au 15 février 2010.

## Programmes
RTBF Sat diffuse et rediffuse toutes les émissions produites par la RTBF pour ses chaînes de télévision nationales, La Une, La Deux et Arte Belgique, avec au programme le relais direct des journaux télévisés et l'ensemble des magazines culturels et d'information, des documentaires, des captations de concerts, des événements sportifs, des émissions de service et de divertissement. Notamment le rétro JT qui permet de voir l'intégralité d'un journal télévisé de l'époque diffusé avant sur La Deux.

## Diffusion
Après l'avoir été pendant sept ans sur ASTRA, la chaîne est émise en clair, en analogique et en numérique 24 heures sur 24 sur le satellite Hotbird (Eutelsat) jusqu'au 15 février 2010.
- Satellite : HotBird 7A
- Position orbitale : 13° Est
- Fréquence : 11.240 MHz
- Polarisation verticale
- Débit Sym : 27.500
- FEC 3/4

RTBF Sat est diffusé en format natif 16/9.
La chaîne était aussi diffusée en hertzien analogique sur le canal 60 UHF PAL depuis l'émetteur de Tournai depuis le 1er janvier 2006 jusqu'à l'arrêt de la chaîne le 15 février 2010. Ce canal avait été utilisé auparavant par AB4 à partir du 6 décembre 2003 et fut remplacé par La Trois à l'arrêt de RTBF Sat jusqu'à l'arrêt des émissions analogiques de la RTBF le 1er mars 2010.

## La disparition de RTBF Sat
À la suite d'économies dues aux baisses de revenus fiscaux liées à la crise économique et imposées par la Communauté française de Belgique, pouvoir de tutelle de la RTBF, le groupe de radio-télévision se voit contraint de cesser la diffusion de la chaîne à partir du 15 février 2010 à minuit. C'est la première fois qu'une chaîne de télévision publique disparait en Belgique francophone.
TV5 Monde devient la seule vitrine sur le monde pour la RTBF.
Une conséquence directe de la disparition de la RTBF Sat est que la Communauté française de Belgique est privée d'une part de sa visibilité en Europe. Par exemple, la RTBF Sat diffusait régulièrement des courts métrages réalisés par de jeunes cinéastes des écoles de cinéma belges francophones, comme imposé par le contrat de gestion. Ils disparaissent de l'offre satellite en même temps que la chaîne.
Le 15 février 2010 dès 0 h, RTBF Sat diffuse le message suivant avec en fond une boucle de vidéos : « Fin des émissions de RTBF Sat. Retrouvez la RTBF sur TV5 Monde, Euronews et www.rtbf.be. Merci de votre fidélité. »